# Filialkirche Zosen

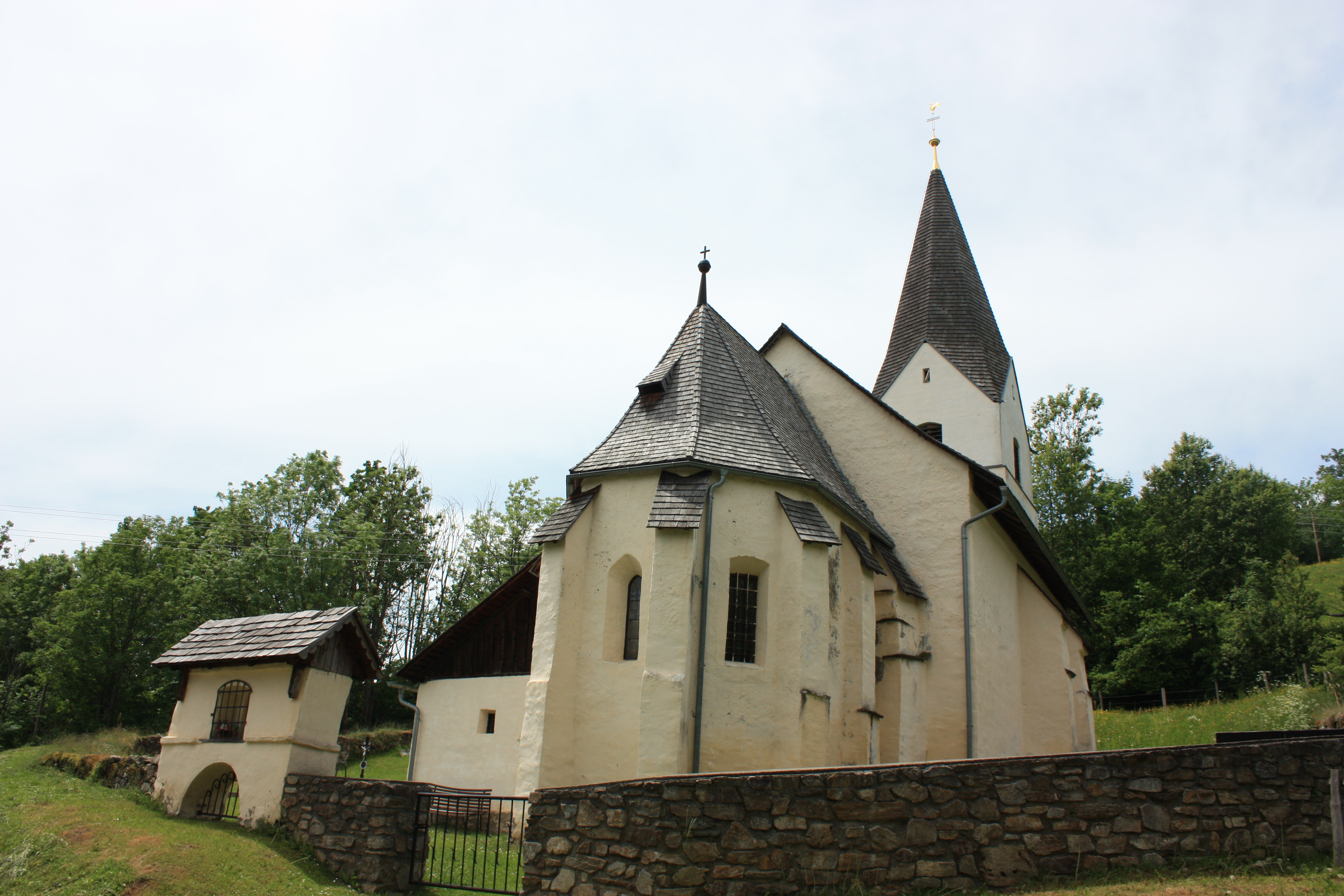
Ostansicht

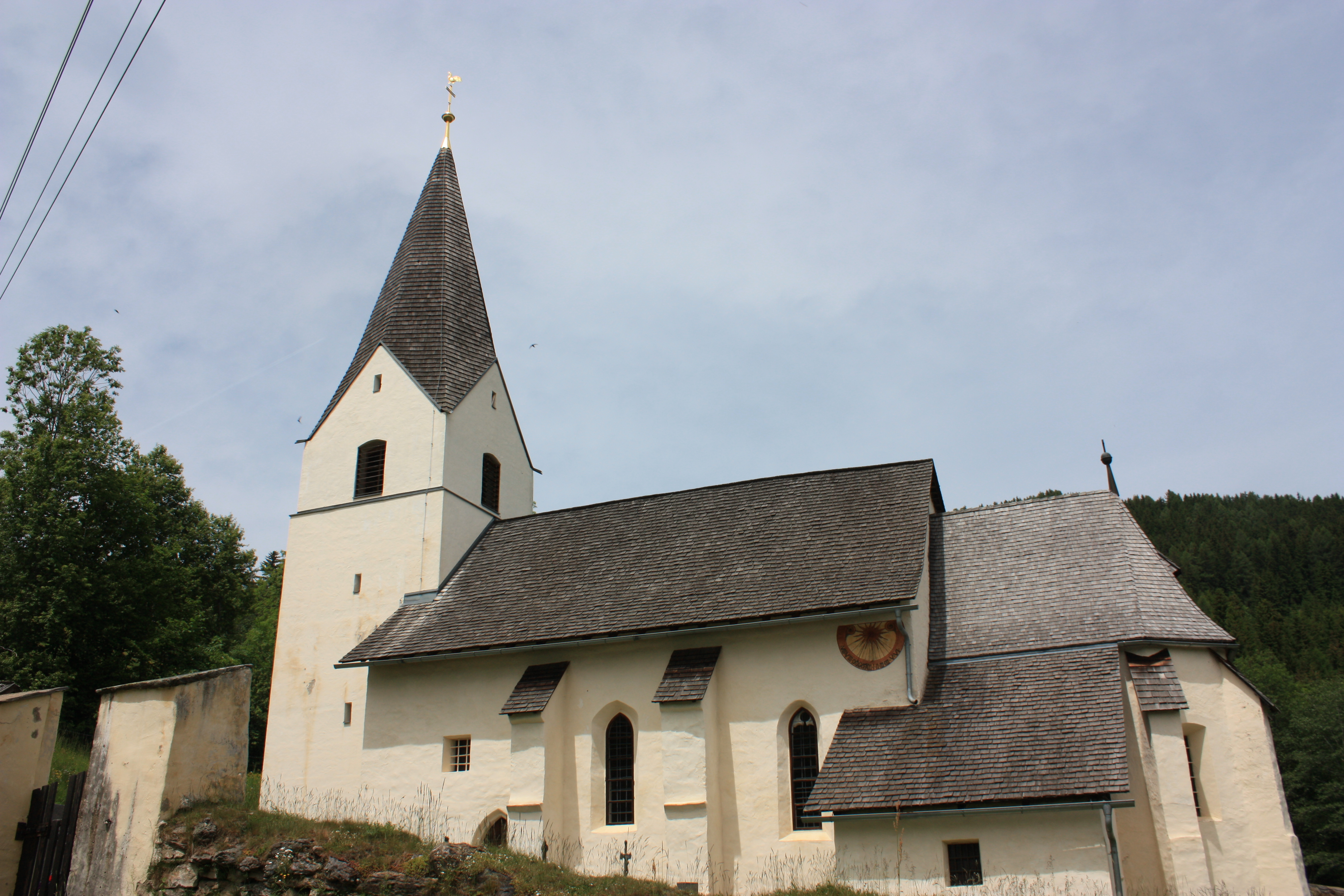
Südansicht

Die Filialkirche Zosen steht in 1125 Meter Höhe in Zosen in der Gemeinde Hüttenberg. Die zur Pfarre Hüttenberg gehörende Kirche ist dem heiligen Michael geweiht. Der Sakralbau ist von einer Friedhofsmauer umgeben, in deren Verband ein breitgelagerter Nischenbildstock über gemauertem Bogen aus den 16./17. Jahrhundert steht.

## Beschreibung
Vom romanischen Kirchenbau haben sich die Mauern des Langhauses erhalten. Über dem jetzigen Gewölbe sind die Ansätze der ursprünglichen flachen Balkendecke sichtbar. Ein weiteres Relikt der Romanik sind die Reste eines Christophorusfreskos aus dem 13. Jahrhundert. Der eingezogene Chor mit Fünfachtelschluss und Steinplattldeckung stammt aus der Gotik. Unter dem Chor befindet sich eine gotische Beinkammer. Der gotische Turm stürzte 1987 ein und wurde 1989 wiedererrichtet.  Betreten wird die Kirche durch ein einfach gekehltes gotisches Portal mit schmiedeeisernem Schlüsselfang.
Im dreijochigen Langhaus erhebt sich ein spätgotisches Netzrippengewölbe über runden Wanddiensten. Das Stichkappengewölbe im Chor weist stark abgefaste Grate auf. 1988 fand man in der Laibung des romanischen Triumphbogens Fresken mit der Darstellung des heiligen Geistes und von Propheten in Medaillons.

## Einrichtung
Der kleine barocke Hochaltar trägt die Schnitzfiguren des Erzengels Michael sowie der Heiligen Georg, Florian, Donatus und eines heiligen Ritters ohne Attribut.
Der linke Seitenaltar von 1677 besteht aus einer Ädikula über einem Sockel und einer kleinen Ädikula zwischen Voluten als Aufsatz. An Sockel, Gebälk und den seitlichen Ohren ist der Altar reich mit Knorpelwerk geschmückt. Das Altarblatt zeigt die Heiligen Bartholomäus, Erasmus und Ulrich, das Aufsatzbild den heiligen Wolfgang. 
Der rechte Seitenaltar gleicht im Aufbau und im Dekor dem linken und trägt eine bekleidete Madonnenstatue.
An der um 1677 entstandenen Kanzel sind in den bemalten Brüstungfeldern die Heiligen Wolfgang, Ulrich und Michael zu sehen. Am Kanzelkorb ist eine Hand mit Kruzifix befestigt. Der Schalldeckel wird von einem Auge Gottes im Strahlenkranz bekrönt.
Zur weiteren Ausstattung der Kirche gehören ein barockes Kruzifix an der Nordwand, zwei gemalte Leuchterengel aus der zweiten Hälfte des 17. Jahrhunderts, schlichte Gebetsbänke aus dem 17. Jahrhundert und in der Sakristei ein Paramenten- und Messgeräteschrank aus dem 18. Jahrhundert.